# Lepturonota inconspicua
Lepturonota inconspicua là một loài bọ cánh cứng trong họ Cerambycidae.